# Gaig terrestre capblau
El gaig terrestre capblau (Atelornis pittoides) és una espècie d'ocell de la família dels braquipteràcids (Brachypteraciidae) que habita el pis inferior de la selva humida de Madagascar.